# René Girard
René Noël Théophile Girard (Avinhão, 25 de dezembro de 1923 – Stanford, 4 de Novembro de 2015) foi historiador, crítico literário, antropólogo, filósofo, teólogo, sociólogo e filólogo francês. Girard foi professor de literatura comparada na Universidade de Stanford, Califórnia, Estados Unidos. Foi autor de quase trinta livros, que abrangiam diversas áreas do saber e membro da Academia Francesa, de 2005 até sua morte em novembro de 2015.
Apelidado de “Darwin das ciências humanas”, inovou os estudos da antropologia, literatura comparada, história das religiões e psicanálise com a sua Teoria Mimética. Suas obras articulam e revisitam as de autores como Lévi-Strauss, Marcel Mauss, Miguel de Cervantes, Dostoiévski, Mircea Eliade, Rudolf Otto, Sigmund Freud, Jacques Lacan. A influência de Girard vem crescendo exponencialmente, impactando diversas áreas, tais como o direito, a economia, a psicologia, os estudos sociais, e as ciências da religião.

## Biografia
Entre 1943 e 1947, Girard estudou história medieval na École des Chartes, em Paris, com a tese intitulada “A vida privada em Avinhão na segunda metade do século XV” (La vie privée à Avignon dans la seconde moitié du XVe siécle).
Em 1947, Girard foi para a Universidade de Indiana, em uma experiência de um ano, nos Estados Unidos, onde ele passaria grande parte de sua carreira. Seu tema de pesquisa no Pós-doutorado na Universidade de Indiana, foi “A opinião americana sobre a França, 1940-1943”. Embora sua pesquisa fosse na parte histórica, ele também usou da literatura francesa, que seria o ponto de partida para o início de sua reputação como crítico literário, publicando diversos artigos sobre autores como Albert Camus e Marcel Proust. Recebeu seu pós-doutorado em 1950 e permaneceu na Universidade de Indiana até 1953. Ocupou as posições de Duke University e Bryn Mawr College de 1953 a 1957, logo após se mudou para a Universidade Johns Hopkins, em Baltimore, onde se tornou professor titular em 1961. Nesse mesmo ano, publicou seu primeiro livro: Mensonge Romantique et Vérité Romanesque.
Por muitos anos, mudou-se diversas vezes entre a Universidade Estadual de Nova York, em Buffalo, e a Universidade Johns Hopkins. Seus dois livros mais importantes, publicados nesse mesmo período são La violence et le sacré e Des choses cachées depuis la fondation du Monde.
Em 1981, tornou-se professor de francês e literatura e civilização, na Universidade de Stanford, onde permaneceu até sua aposentadoria em 1995. Durante esse período ele publicou Le bouc émissaire (1982), La route antique des hommes pervers (1985), A Theatre of Envy: William Shakespeare e Quand ces choses commenceront . Em 1990, um grupo acadêmico organizou um colóquio sobre Violência e Religião (Colloquium on Violence and Religion – COV&R) com o objetivo de explorar, criticar e desenvolver os aspectos da modelo mimético e das relações entre violência e religião na fundação e na sustentação da cultura. Essa organização desenvolveu uma conferência anual focada em questões voltadas exclusivamente para a teoria mimética, o conceito de bode expiatório, violência e religião. O cofundador e primeiro presidente da COV&R foi o teólogo católico romano, Raymund Schwager.
Em 1985, recebeu seu primeiro título acadêmico honorário pela Vrije Universiteit Amsterdam na Holanda; diversos outros títulos foram recebidos desde então. Em 17 de março de 2005, Girard foi eleito para a Académie Française. Seu trabalho tem influenciado interdisciplinarmente diversos trabalho e pesquisas experimentais, como por exemplo, o Mimetic Project Theory, mantido pela John Templeton Foundation.
Girard morreu em 4 de novembro de 2015 em sua casa em Stanford, Califórnia.

## Pensamentos

### Características
René Girard é conhecido por suas teorias que consideram o mimetismo a origem da violência humana que desestrutura e reestrutura as sociedades, fundando o sentimento religioso arcaico. Girard se autodefine como um antropólogo da violência e do simbolismo religioso. Por meio de seus trabalhos de antropologia, ele teorizou o que é considerado uma de suas grandes descobertas: o mecanismo da vítima expiatória, segundo ele um mecanismo fundador de qualquer comunidade humana e de qualquer ordem cultural: quando o objeto de desejo é apropriável, a convergência dos desejos conflitantes em sua direção engendra a rivalidade mimética que é a fonte da violência. No grupo primitivo, esta violência, por paroxismo, se focaliza numa vítima arbitrária cuja eliminação reconcilia o grupo. Esta vítima é, para Girard, sagrada e constitui a gênese do sentimento religioso primitivo, do sacrifício ritual como repetição do evento originário, do mito e dos interditos.[carece de fontes?]
A obra de Girard desafia manifestamente a de Sigmund Freud no campo do desejo, bem como a de Claude Lévi-Strauss no que se refere à interpretação dos mitos e a de Karl Marx quanto ao determinismo econômico.[carece de fontes?]

## Desejo mimético
Girard compreende que todo conflito nasce do desejo mimético, sendo assim, o mecanismo do bode expiatório que coloca um fim nesses conflitos, teria sido essencial ao processo. De acordo com Girard, todo desejo é a imitação do desejo de outra pessoa. Longe de ser autônomo (esta é a ilusão romântica), nosso desejo é sempre despertado pelo desejo que outro — o modelo — tem por qualquer objeto. O sujeito desejante atribui um prestígio particular ao modelo: autonomia metafísica; ele acredita que o modelo deseja por si mesmo. A relação não é direta entre o sujeito e o objeto: sempre existe um triângulo. Por meio do objeto, é o modelo, que Girard chama de mediador, quem atrai; é o ser do modelo que se busca. René Girard qualifica o desejo de metafísico na medida em que, por ser algo diferente de uma simples necessidade ou apetite, “todo desejo é um desejo de ter 18 anos ”, aspiração à plenitude ontológica atribuída ao mediador. Nisto, ao contrário da necessidade, o desejo humano tem um caráter infinito, no sentido de que nunca pode ser verdadeiramente satisfeito.

Após quase uma década ensinando literatura francesa nos Estados Unidos, Girard começou a desenvolver uma nova forma de falar a respeito de textos literários. Além da particularidade de trabalhos específicos, ele atentou-se as suas propriedades estruturais comuns, tendo observado que personagens em grandes obras de ficções, estão envolvidos em um sistema de relacionamentos comum para toda uma vasta gama de histórias. Contudo, há uma distinção a ser feita:
“Apenas os grandes escritores exibem fielmente esse mecanismo sem falsifica-lo: temos aqui um sistema de relações que paradoxalmente — ou não —, tem menos variações, quanto melhor for o autor”
Portanto, percebe-se que até nas ficções existem “leis psicológicas”, como Proust as chama. Essas leis e esse sistema são consequências de uma realidade fundamental capturada pelo escritor, que Girard chamou de “a personagem mimética do desejo”. Essa é a coluna vertebral de seu primeiro livro Mentira Romântica e Verdade Romanesca (2009). Nós tomamos os nossos desejos a partir dos desejos de um Outro. Longe da autonomia, nossos desejos por algum objeto são sempre provocados pelo desejo de uma outra pessoa – um modelo – pelo mesmo objeto. Isso significa que a relação entre o sujeito e o objeto, não é direta, pois sempre existe uma relação triangular de sujeito – modelo – objeto. O desejo pelo objeto é gerado pelo modelo, que Girard chamou de mediador, na realidade, é o mediador que é verdadeiramente desejado e não o objeto. Girard chama o desejo de metafísico, pois, na medida em que o desejo é algo mais do que uma simples necessidade ou vontade, mas uma aspiração, um desejo de completude atribuído ao mediador.

## Violência e o sagrado
Desde que se entendeu a rivalidade que surge diante do desejo mútuo – ou mimético – de duas ou mais pessoas pela posse de determinado objeto, nota-se que isso leva à violência. O próprio Girard disse:
“se existe uma ordem normal em qualquer sociedade, isso deve obrigatoriamente ser fruto de uma crise que precedeu a ordem”
Focando seus interesses por entre os domínios da antropologia, Girard começou a estudar a literatura antropológica e processar sua segunda hipótese de que esse processo de vitimização irá gerar não só as religiões arcaicas como abrirá espaço para o surgimento do que T. S. Eliot chamou em Notas para Definição de Cultura, de alta cultura. Essa hipótese é desenvolvida no seu segundo livro, A Violência e o Sagrado.
Se dois indivíduos desejam o mesmo objeto, logo, surgirá um terceiro indivíduo desejando o mesmo objeto influenciado pelos dois primeiros. Então, surgirá um quarto, um quinto, um sexto, até que rapidamente, tornar-se-á uma bola de neve. Quando o desejo primário cresce, sugerido por um Outro e não por um objeto, o objeto é rapidamente posto de lado e o conflito mimético torna-se em um antagonismo generalizado. Nesse estágio da crise, os antagonistas não iram mais imitar o desejo um do outro por um objeto, mas o próprio antagonismo, ou seja, como Girard observa na obra de Shakespeare, a inveja se torna alvo desse mimetismo.
Eles não mais apenas desejam dividir o mesmo objeto, agora eles também desejam destruir o mesmo inimigo. Por tanto, a violência desse povo tenderá a focar em uma vitima arbitraria que nutra uma antipatia unânime, que cresce contra ele de forma mimética. A eliminação brutal dessa vítima sacrificial, irá reduzir o apetite pela violência que possuía a todos momentos antes, pacificando o grupo de forma súbita. A vítima caída diante do grupo deixa de ser apenas a origem da crise, mas, de forma paradoxal, adquiri um sentido duplo, pois passa a ser também aquele que milagrosamente trouxe de volta a paz.
Girard acreditava que era essa a gênese das religiões arcaicas: uma crise social criada por um desejo em comum, fazendo com que seja necessário que se elimine o ponto de encontro da violência do grupo. Excluindo o foco da violência e por sua vez da inveja, tem-se então a paz de volta a sociedade. Por sua vez, aquele que antes era o causador da crise, passa a ser o salvador. Pode-se facilmente encontrar essa estrutura em personagens como Jesus Cristo, Édipo, Psique, etc.
De acordo com Girard, assim como a teoria da seleção natural das espécies é o princípio racional que explica a imensa diversidade de formas de vida, o processo de vitimização é o princípio racional que explica a origem da infinita diversidade de culturas.

## Trabalhos publicados
- Mensonge romantique et vérité romanesque (1961) ISBN 2012789773 (tradução em português: Mentira Romântica e Verdade Romanesca. É Realizações. 2009. ISBN 9788588062764)
- Dostoïevski: du double à l'unité (1963) (tradução em português: Dostoiévski: Do Duplo à Unidade. Editora É Realizações. 2011. ISBN 9788580330236)
- La Violence et le sacré (1972) ISBN 2012788971 (tradução em português: Violência e o Sagrado. Paz e Terra. ISBN 8521903154)
- Critiques dans un souterrain (1976) ISBN 2253032980 (tradução em português: A Crítica no Subsolo. Paz e Terra. 2011. ISBN 9788577531561)
- Des choses cachées depuis la fondation du monde (1978) ISBN 2253032441 (tradução em português: Coisas Ocultas Desde a Fundação do Mundo. Paz e Terra. 2009. ISBN 8577530760)
- Le Bouc émissaire (1982) ISBN 2253037389
- La Route antique des hommes pervers (1985) ISBN 2253045918 (tradução em português: Rota Antiga dos Homens Perversos. Editora Paulus. 2009. ISBN 8534931399)
- Shakespeare: les feux de l'envie (1990) (tradução em português: Shakespeare: teatro da inveja. Editora É Realizações. 2010. ISBN 978858806201 Erro de parâmetro em {{ISBN}}: comprimento)
- Quand ces choses commenceront (1994) (tradução em português: Quando começaram a acontecer essas coisas. É Realizações. 2011. ISBN 8580330335)
- Je vois Satan tomber comme l'éclair (1999) (tradução em português: Eu Via Satanás Cair do Céu Como um Raio. Instituto Piaget. ISBN 9727716229)
- Celui par qui le scandale arrive (2001) ISBN 2220050114, comprenant trois courts essais et un entretien avec Maria Stella Barberi. (tradução em português: Aquele por Quem o Escândalo Vem. Editora É Realizações. 2011. ISBN 9788580330502)
- La voix méconnue du réel: Une théorie des mythes archaïques et modernes (2002) ISBN 2253130699
- Le sacrifice (2003) ISBN 2717722637 (tradução em português: O Sacrifício. É Realizações. 2013. ISBN 8580330521)
- Les origines de la culture (2004) ISBN 2220053555 (tradução em português: Evolução e Conversão: diálogos sobre a origem da cultura. Editora É Realizações. 2011. ISBN 978858033328 Erro de parâmetro em {{ISBN}}: comprimento)
- Anorexie et désir mimétique (2008). Paris: L'Herne. ISBN 9782851978639. (tradução em português: Anorexia e Desejo Mimético. Editora É Realizações. 2011. ISBN 9788580330243)
- Mimesis and Theory: Essays on Literature and Criticism, 1953-2005. Ed. by Robert Doran. Stanford: Stanford University Press, 2008.

La Conversion de l'art. (2008) Paris: Carnets Nord. ISBN 978-2-35536-016-9. (tradução em português: A Conversão da Arte. Editora É Realizações. 2011. ISBN 9788580330311)